# Стадион Всемирной молодёжи
«Стадион Всемирной молодёжи» (нем. Stadion der Weltjugend) — бывший многофункциональный стадион, располагавшийся в берлинском районе Митте. Был открыт в 1950 году под названием «Вальтер-Ульбрихт-Штадион» и с вместимостью до 70 000 зрителей являлся одним из крупнейших стадионов ГДР. В 1992 году закрыт и снесён в ходе подачи берлинской заявки на проведение летних Олимпийских игр 2000. В октябре 2006 года на его месте начали возводить штаб-квартиру Федеральной разведывательной службы Германии.

## Спортивный комплекс
Комплекс спортивных сооружений находился в западной части старого района Митте на территории бывшего полицейского стадиона. Он граничил на востоке с Хаусзеештрассе, на юге — с Хаберсатштрассе и располагался на северо-западе от жилого массива вдоль Шарнхорстштрассе и Бойенштрассе.
Помимо основного стадиона в состав комплекса входили малые футбольные поля, теннисные корты, спортивные залы и административное здание. Имея общую площадь в 131 000 квадратных метров, комплекс являлся крупнейшим спортивным объектом района Митте.

## История

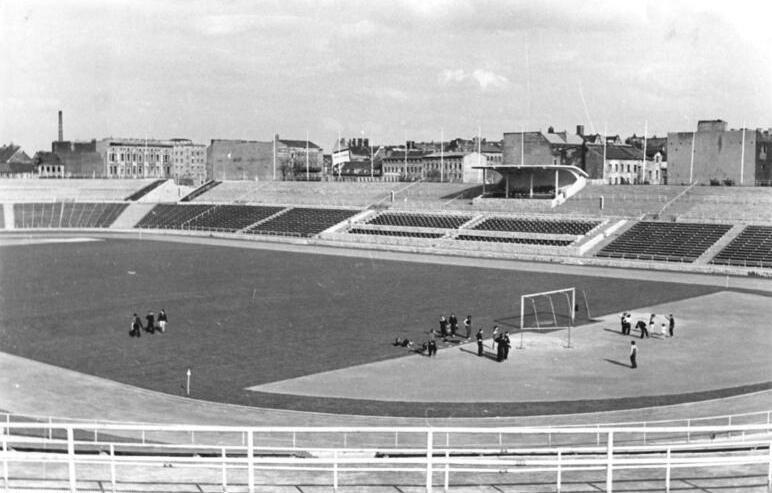
Вальтер-Ульбрихт-Штадион (1951)

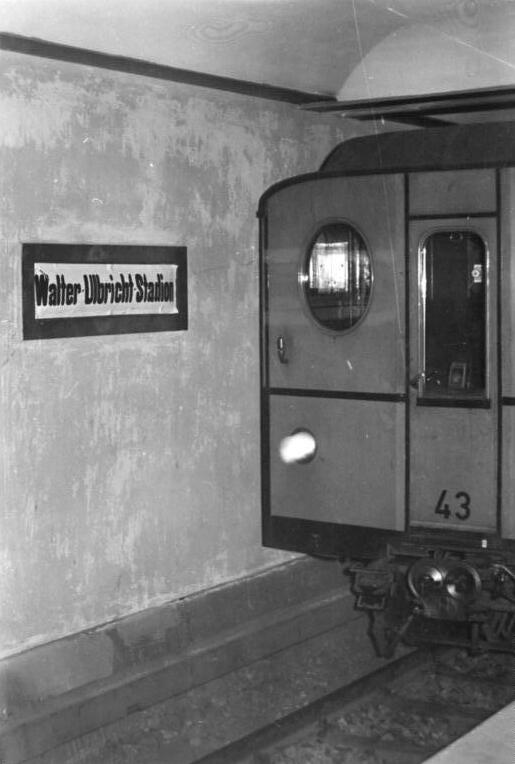
Станция-призрак возле стадиона

В 19-м веке территория использовалась в военных целях. Сначала здесь был полигон, позже в середине столетия была возведена казарма гвардейских стрелков прусской армии. После Первой мировой войны территория отошла берлинской полиции, которая в 1929 году построила здесь свой стадион. Во время Второй мировой войны сооружение было разрушено.
На его месте после сноса руин старой казармы в 1950 году к первому съезду Свободной Немецкой Молодёжи (FDJ) по проекту архитекторов Рейнхольда Лингнера и Сельмана Сельманаджича за три месяца силами самих членов FDJ был построен новый стадион, который был открыт 20 мая генеральным секретарём ЦК СЕПГ Вальтером Ульбрихтом.
Год спустя стадион был модифицирован к проведению III Всемирного фестиваля молодёжи и студентов. 
17 июня 1953 года во время народного восстания тысячи демонстрантов заняли территорию, принадлежавшую правительству ГДР, и нанесли повреждения стадиону.
К Всемирному молодёжному фестивалю 1973 года стадион был восстановлен по планам Йорга Пизеля и Рольфа Тюмлера с уменьшенной до 50 000 зрителей вместимостью. Он был заново открыт 28 июля 1973 года как «Стадион всемирной молодёжи». Переименование стадиона связано с отставкой Ульбрихта и искоренением его имени в ГДР.
Любопытный факт: переименование стадиона повлияло на переименование одноимённой станции метро, которая считалась «станцией-призраком» из-за того, что ветка метро принадлежало Западному Берлину и поезда, проходя через участки, расположенные на территории ГДР, не останавливались там.

## Использование

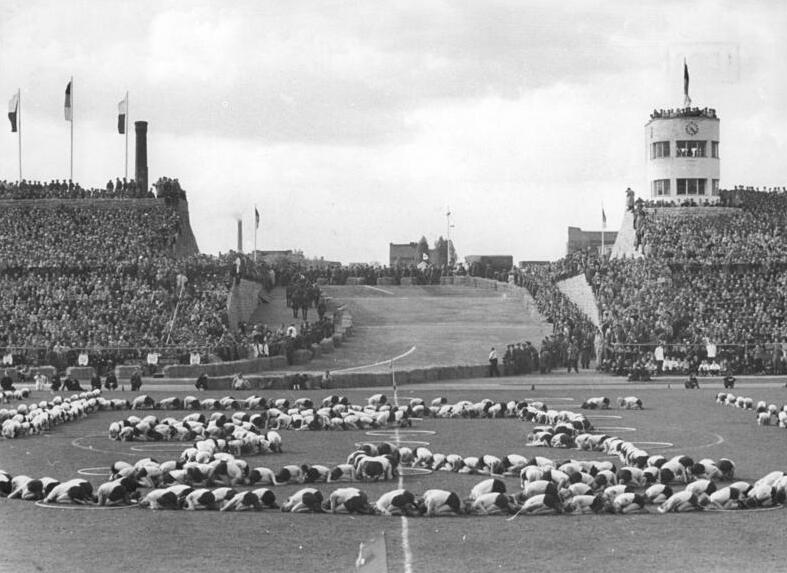
Мероприятия, посвящённые Велогонке Мира (1955)

Стадион использовался для проведения легкоатлетических соревнований, футбольных матчей и политических событий. 
В 1952—1964 годах здесь был старт и финиш Велогонки Мира. 
В 1950 году стадион принимал финал кубка ГДР по футболу. Впоследствии в 1975—1989 годах финальные матчи регулярно проводились именно здесь. Кроме того стадион принимал 13 матчей сборной ГДР. 
5 августа 1951 года на товарищеском матче сборной против московского «Динамо» в рамках открытия Всемирного фестиваля молодёжи зафиксирован рекорд посещаемости — 70 000 зрителей.
До 1961 года стадион был домашней ареной берлинского «Динамо». В разное время он принимал дерби между «Динамо» и «Унионом», а также еврокубковые матчи «Униона» и «Форвертс». В разное время на стадионе проводились матчи между командами Западного и Восточного Берлина, а также ФРГ-ГДР.

## Снос

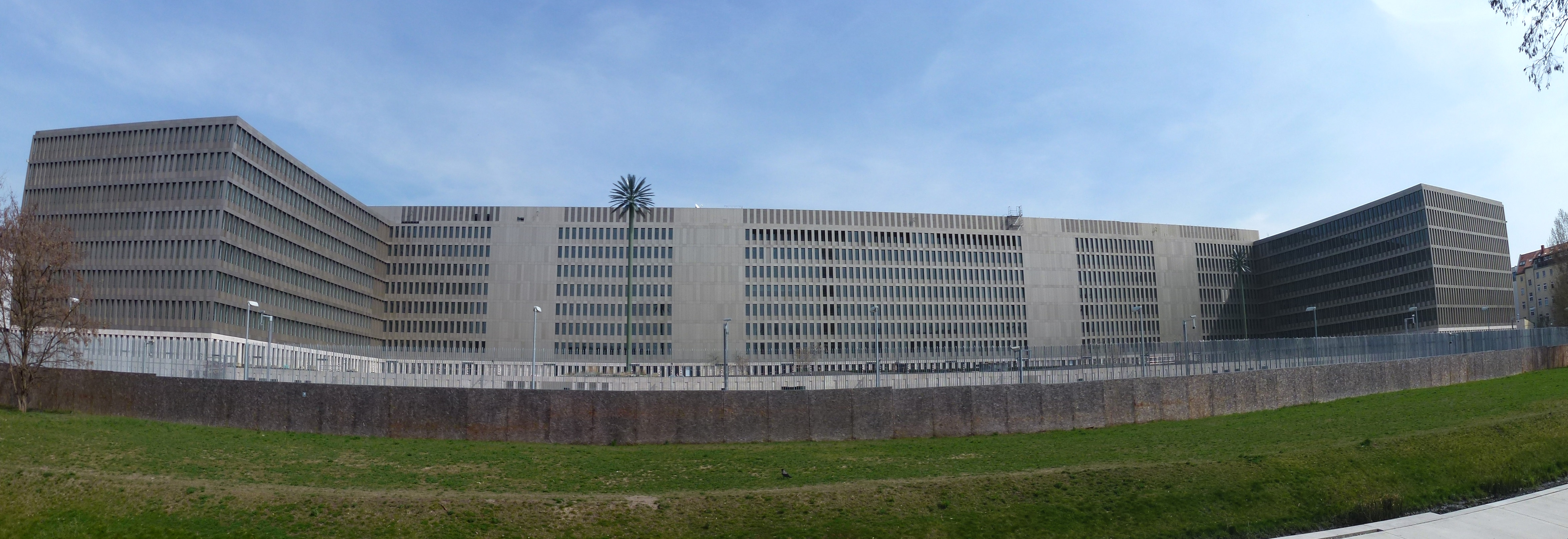
Здание штаб-квартиры ФРС (2015)

Город Берлин подал заявку на проведение Летних Олимпийских игр 2000. В связи с этим было решено снести устаревший стадион и на его месте возвести новый, рассчитанный на 15 000 мест. Стоимость сноса составила 32 миллиона марок. Поскольку заявка Берлина проиграла, то работы были остановлены, а территория стала заброшенной. Позже здесь организовывали площадки для гольфа, пляжного волейбола и велоспорта. 
В октябре 2006 года на территории бывшего стадиона начато строительство штаб-квартиры Федеральной разведывательной службы Германии.